# NGC 2360
Az NGC 2360 (más néven Caldwell 58) egy nyílthalmaz a Canis Major (Nagy Kutya) csillagképben.

## Felfedezése
Az NGC 2360 nyílthalmazt Caroline Herschel fedezte fel 1785-ben, bár az is lehetséges, hogy már 1784. február 26-án megtalálta az objektumot.

## Tudományos adatok
Az NGC 2360 körülbelül 50 csillagot tartalmaz.